# Cubillas de Santa Marta
Cubillas de Santa Marta è un comune spagnolo di 278 abitanti situato nella comunità autonoma di Castiglia e León.